# John Lort Stokes
John Lort Stokes, (Scotchwell, Pembrokeshire, Gales, 1 de agosto de 1811-Scotchwell, Pembrokeshire, Gales, 11 de junio de 1885) fue un oficial de la Royal Navy que alcanzó el grado de almirante. Durante su carrera naval se distinguió como hidrógrafo y explorador. Participó en los tres viajes de exploración del HMS Beagle, buque en el que permaneció embarcado dieciocho años.

## Nacimiento - Inicio de su carrera naval
Nació en Scotchwell, cerca de Haverfordwest, Pembrokeshire, Gales el 1 de agosto de 1811. Fue el segundo hijo de Henry Stokes y Anne Phillips. El 20 de septiembre de 1824 ingresó a la Royal Navy como voluntario de primera clase, embarcándose en el HMS Prince Regent y luego, en octubre de 1825, fue destinado como guardiamarina al HMS Beagle bajo el mando del comandante Pringle Stokes (no eran parientes, solo alcance de nombre).

## Permanencia en el HMSBeagle

### Primer viaje - (1826 a 1830)
John Lort se embarcó en el HMS Beagle como guardiamarina. El buque estaba bajo el mando del comandante Pringle Stokes y formaba parte de la escuadrilla que con el HMS Adventure, el Almirantazgo británico había puesto bajo el mando del comandante Phillip Parker King para que efectuara el relevamiento hidrográfico de la parte meridional de Sudamérica. El buque estuvo listo para iniciar la comisión en mayo de 1826. En 1828, el comandante Pringle Stokes murió y al poco tiempo asumió el mando el teniente Robert FitzRoy. El buque regresó a Inglaterra, fondeando en Plymouth el 14 de octubre de 1830.

### Segundo viaje - (1831 a 1836)
El Almirantazgo decidió completar el levantamiento efectuado en el primer viaje del Beagle, ordenando el alistamiento del HMS Beagle y lo puso nuevamente bajo el mando del comandante Robert Fitz Roy. John Lort fue designado teniente y ayudante del oficial hidrógrafo. El buque zarpó de Devonport, Plymouth el 27 de diciembre de 1831 y estuvo de regreso en el mismo puerto el 2 de octubre de 1836. 
En este viaje tuvo como compañero de camarote al joven Charles Darwin quien participaba como naturalista y geólogo de la expedición.  Pasado unos años de terminado el viaje, el HMS Beagle pasó a ser una de las naves más conocidas en la historia de la navegación y este segundo viaje uno de los más famosos en la historia de la ciencia.

### Tercer viaje - Australia - (1836 a 1843)
Después del viaje anterior del Beagle, Stokes fue promovido al rango de teniente, y sirvió bajo el mando del comandante John Clements Wickham a bordo del Beagle, esta vez comisionado para efectuar un estudio de las aguas australianas. En 1841, cuando el comandante Wickham se enfermó, le entregó el mando a Stokes. En este viaje Stokes fue herido por una lanza aborigen y el Beagle levantó la costa noroeste de Australia, el Estrecho de Torres y el Mar de Arafura y efectuó el primer levantamiento del Estrecho de Bass.
En 1941, en Sídney, contrajo matrimonio con Fanny Marley con quien tuvo una hija. Regresó a Inglaterra en 1843 y pasó los siguientes dos años editando su viaje a Australia. En 1846 publicó Descubrimientos en Australia, un relato de las costas y ríos explorados y estudiados durante el viaje del Beagle, 1836-1843.

## Nueva Zelanda - Desde 1847 a 1851
En julio de 1846 fue ascendido a capitán de navío y en octubre del año siguiente tomó el mando del HMS Acheron, nave propulsada por velas y paletas movidas por una máquina a vapor, que efectuó el levantamiento hidrográfico de Nueva Zelanda entre noviembre de 1848 y marzo de 1951. El Acheron zarpó de Plymouth el 21 de enero de 1848 y luego de recalar en Río de Janeiro continuó navegando la ruta del Cabo de Buena Esperanza hacia Australia, fondeando en Auckland el 7 de noviembre. En el viaje, Stokes tuvo que lamentar la muerte de su esposa Fanny, la que fue enterrada en Simon's Town, Sudáfrica.
Stokes inició su trabajo levantado el puerto de Waitemata y continuó con Wellington, Akaroa, Lyttelton y Otago. Inspeccionó el estrecho de Cook y alrededores para terminar con el levantamiento del estrecho de Foveaux y los fiordos del suroeste incluyendo Dusky y Milford Sound. Regresó a Inglaterra en 1851 después de haber desembarcado del Acheron que por razones presupuestarias quedó fuera de servicio en Sídney, aunque él pensaba que el levantamiento pudo haberse terminado en unos pocos meses más de trabajo.

## Levantamiento del río Tamar - Últimos años
Stokes se casó con Louisa French Garratt, anteriormente Partridge, una viuda. No se sabe dónde o cuándo tuvo lugar el matrimonio. Desde 1859 hasta 1862 se dedicó a inspeccionar la costa este de Devon y el río Tamar. Se retiró de la Armada en 1863. Fue promovido a contraalmirante en 1864, vicealmirante en 1871 y almirante en 1877. Murió en su casa de Scotchwell el 11 de junio de 1885.

## Legado
Stokes fue reconocido por su labor científica al otorgársele su apellido a dos especies de reptiles: Astrotia stokesii y Egernia stokesii.